# Nicolaas van Eyck
Ne pas confondre avec son fils né en 1646 et mort en 1692.
Pour les articles homonymes, voir Van Eyck.
Nicolaas van Eyck, ou van Eijck, baptisé le 9 février 1617 à Anvers et mort en 1679 dans la même ville, est un peintre baroque flamand.

## Biographie
Élève de Theodor Rombouts à partir de 1632, Nicolaas van Eyck est membre de la guilde de Saint-Luc d'Anvers en 1641-1642. Il est l'ami du peintre de fleurs Jan Philip van Thielen, lui aussi élève de Rombouts. Van Eyck est par ailleurs membre de la Schutterij, milice citoyenne d'Anvers, ce qui l'a peut être porté à réaliser des scènes militaires. Son fils, Nicolaas II van Eyck, est également peintre.

## Œuvre
Nicolaas van Eyck est connu pour ses paysages, ses scènes de batailles équestres et quelques portraits.